# Piano integrato di attività e organizzazione
Il Piano integrato di attività e organizzazione (PIAO) è un documento programmatorio della pubblica amministrazione italiana introdotto dal decreto-legge 9 giugno 2021, n. 80 - convertito in legge 6 agosto 2021, n. 113 - circa l'attuazione del Piano nazionale di ripresa e resilienza.
È operativo dal 1º luglio 2022 e sostituisce i precedenti Piani di settore facendoli convergere in un documento di programmazione unico. Tutti i Piani integrati sono pubblicati sull'apposito portale PIAO.

## I piani sostituiti
I documenti assorbiti dal PIAO fanno riferimento ai seguenti Piani, precedentemente autonomi e slegati tra di loro:
- Piano triennale dei fabbisogni di personale (PTFP)
- Piano delle azioni concrete (PAC)
- Piano per razionalizzare l'utilizzo delle dotazioni strumentali
- Piano della performance (PdP)
- Piano triennale di prevenzione della corruzione e della trasparenza (PTPCT)
- Piano organizzativo del lavoro agile (POLA)
- Piani di azioni positive (PAP)

## Obblighi di adozione
A norma di legge, con l'eccezione delle scuole di ogni ordine e grado e delle istituzioni educative, sono tenute ad adottare il PIAO le pubbliche amministrazioni rientranti nell'art. 1, co. 2, del d.lgs. 165/2001 (Testo unico sul pubblico impiego), vale a dire:
- tutte le amministrazioni dello Stato
- le aziende ed amministrazioni dello Stato ad ordinamento autonomo
- le Regioni, le Province, i Comuni, le Comunità montane, e loro consorzi e associazioni
- le istituzioni universitarie
- gli Istituti autonomi case popolari
- le Camere di commercio, industria, artigianato e agricoltura e loro associazioni
- tutti gli enti pubblici non economici nazionali, regionali e locali
- le amministrazioni, le aziende e gli enti del Servizio sanitario nazionale

Le pubbliche amministrazioni con meno di 50 dipendenti adottano uno schema di PIAO in versione semplificata.